# Гунгль, Йозеф
Йозеф Гунгль (нем. Josef Gung'l; 1 декабря 1809, Жамбек, Венгрия — 1 февраля 1889, Веймар) — немецкий композитор и дирижёр венгерского происхождения.

## Биография
Учился музыке частным образом, работал школьным учителем. Затем записался в австрийскую армию и начал музыкальную карьеру в Граце как гобоист, в 1836 году возглавил военный оркестр расквартированного там артиллерийского полка. В том же году дебютировал как композитор, автор маршей и вальсов. Карьера Гунгля оказалась настолько успешной, что в 1843 году он собрал собственный оркестр из 36 исполнителей, с которым концертировал по Германии, летом выезжал на гастроли в Россию (выступал в Павловске и Новой деревне, в том числе с произведениями М. И. Глинки), в 1849 г. предпринял гастрольную поездку в США. С 1853 г. руководил военным оркестром в Брюнне, затем работал в Мюнхене, Франкфурте-на-Майне, Бад-Райхенхалле, в 1873 г. с успехом провёл серию променадных концертов в Лондоне. В 1876 г. получил звание придворного капельмейстера в Вене.

## Творчество
В наследии Гунгля более 400 сочинений, в том числе 56 маршей, 118 вальсов, польки, мазурки, галопы и т. д.

## Семья
Йозеф Гунгль был старшим в музыкальной династии. Дирижёром эстрадных оркестров и автором танцевальных пьес был его племянник (в некоторых источниках — брат) Иоганн Гунгль, другой племянник Франц Гунгль (1835—1905) дирижировал в оперных театрах Кёнигсберга и Риги. Дочь Гунгля Виргиния Науман-Гунгль выступала на многих оперных сценах Германии. Зять Гунгля Густав Пепке (1853—1933) перенял у Гунгля и более 30 лет возглавлял эстрадный оркестр курортного городка Бад-Райхенхалль.